# Hylemera tenuis
Hylemera tenuis är en fjärilsart som beskrevs av Butler 1878. Hylemera tenuis ingår i släktet Hylemera och familjen mätare. Inga underarter finns listade i Catalogue of Life.